# The Experiment
Pour plus de détails, voir Fiche technique et Distribution.
The Experiment est un film réalisé par Paul Scheuring, le film original étant un film allemand du nom de L'Expérience (Das Experiment), sorti en 2010.
Ce film aborde le thème d'une expérience qui a été réellement essayée en 1971 à Stanford par le professeur Philip Zimbardo dite « expérience de Stanford ».

## Synopsis
Un scientifique enferme vingt volontaires pour une expérience sur une étude du comportement dans l'univers carcéral. Une partie sont les « gardiens », d'autres les « prisonniers ». Mais au fur et à mesure des jours passés, l'expérience est hors de contrôle, la situation se dégradant dangereusement.

## Fiche technique
- Réalisation et scénario : Paul Scheuring
- D'après le roman de Mario Giordano, Black Box
- Scénario, section Das Experiment : Mario Giordano, Christoph Darnstädt, Don Bohlinger et Oliver Hirschbiegel
- Sociétés de distribution : 
  -  Sony Pictures Home Entertainment
  -  Seven 7[1]
- Budget : 21,8 millions de dollars[2]
- Langue : anglais
- Format : 2.35:1 - 35 mm - Couleur et noir et blanc - SDDS  - DTS  - Dolby Digital
- Durée : 96 minutes
- Production : Marty Adelstein, Jeanette Buerling, Bill Johnson, Maggie Monteith, Scott Nemes, Dawn Parouse
- Musique originale : Graeme Revell
- Photographie : Amy Vincent
- Montage : Peter S. Elliot
- Décors : Gary Frutkoff
- Direction artistique : Jeff Schoen
- Costumes : Yasmine Abraham

## Distribution
- Adrien Brody (VF : Adrien Antoine) : Travis[3]
- Forest Whitaker (VF : Emmanuel Jacomy) : Barris[4]
- Maggie Grace (VF : Edwige Lemoine) : Bay
- Clifton Collins Jr. (VF : Gilles Morvan) : Nix[5]
- Cam Gigandet (VF : Fabrice Josso) : Chase[6]
- Fisher Stevens (VF : Erik Colin) : Archaleta
- Ethan Cohn (VF : Jérôme Pauwels) : Benjy[7]
- Travis Fimmel (VF : Denis Laustriat) : Helweg
- David Banner (VF : Mathieu Buscatto) : Bosch[8]
- Jason Lew (VF : Stanislas Forlani) : Oscar

 Source et légende : version française (VF) sur RS Doublage

## Production

### Genèse, inspiration
Le film est directement inspiré d'une histoire réelle, l'expérience de Stanford réalisée en 1971 dans l'université du même nom sous l'égide du psychologue Philip Zimbardo.
L'expérience a rapidement dégénéré et a dû être interrompue au bout de six jours, au lieu des deux semaines prévues.

### Choix des interprètes
Elijah Wood devait jouer dans le film, mais a quitté le projet après seulement quelques jours de tournage.

## Autour du film
- The Experiment est le remake du film allemand L'Expérience.
- Il est sorti directement en vidéo aux États-Unis[10] et en France, mais est sorti en salles en Corée du Sud.
- Paul Scheuring, le réalisateur, est le créateur de la série Prison Break, traitant également de la vie carcérale.